# ルイ・フィリップ1世 (オルレアン公)
オルレアン公ルイ・フィリップ1世（フランス語: Louis Philippe Ier, 1725年5月12日 - 1785年11月18日）は、ブルボン朝時代のフランスの貴族。

## 略歴
オルレアン公ルイの息子として、1725年5月12日にヴェルサイユで生まれた。父の死により公位を継ぐまではシャルトル公として知られた。
軍人として活躍し、オーストリア継承戦争では1742年から1744年までの戦役、および1745年のフォントノワの戦いでフランス軍を指揮して名を上げた。1757年にシャトー・ド・バニョレに引退、以降は演劇や文人との交流に集中した。
1785年11月18日にサンタシス（Sainte-Assise）で死去した。
2人目の妻との間の手紙が死後1世紀以上経過した1910年になって出版された。

## 子女
ブルボン家傍系のコンティ公ルイ・アルマン2世の娘ルイーズ・アンリエットと結婚した。
- 女児（1745年、夭折）
- ルイ・フィリップ2世（フィリップ・エガリテ）（1747年 - 1793年） - オルレアン公[1]
- ルイーズ・マリー・テレーズ・バティルド（1750年 - 1822年） - コンデ公ルイ6世アンリ妃[1]

1773年、モンテッソン侯爵夫人と秘密裏に結婚した。夫人は結婚を認められたものの、貴賤結婚だったため公爵夫人を名乗ることは王室から許されなかった。